# プロ・フィット声優養成所
プロ・フィット声優養成所（プロ・フィットせいゆうようせいじょ）は声優養成所である。本社は東京都中野区、スタジオは新宿区。かつてはプロ・フィット、リンク・プラン付属の声優養成所であった。

## 概要
在学中のデビューも可能。塩屋翼、亀山俊樹ら現役音響監督が講師を務める。6期までは本科のみ1年間の受講であったが、2007年の7期クラスから基礎科が設立され2年間の受講も可能になる。
2022年3月まではプロ・フィットが運営していたが、事業廃止に伴い同年4月にラクーンドッグに移管された。
2022年10月26日、ラクーンドッグからプロ・フィットに再移管され事業継続。2023年4月生徒募集を始める。親会社は「リンク・プラン」となった。
2025年4月1日、リンク・プランが事業廃止の上、アンシェリに移行。これにより、当養成所の卒業生はアンシェリに所属することになった。

## 主な出身者

### 女性
- 蒼井のぞみ
- 阿部加奈江
- 有島明日香（第4期生）
- 飯田ヒカル
- 石上静香
- 今川視加
- 石見舞菜香
- 大島美咲
- 大西亜玖璃
- 小畑美暢（第2期生）
- 岡田幸子
- 奥原カテリーナ愛
- 茅野愛衣（第11期生）
- 嘉山未紗（第18期生）
- かんのひとみ
- 鬼頭明里 （第20期生）
- 木村はるか（第1期生）
- 小山真実
- 酒井美沙乃
- 相良茉優
- 櫻井陽菜
- 桜川めぐ（第11期生）
- 首藤志奈
- 高尾奏音
- 高森奈津美（第10期生）
- 高柳知葉 （第20期生）
- 高山かな（第4期生)
- 田中那実
- 谷古美玲
- 千晶まひろ（第3期生）
- 辻あゆみ（第1期生）
- 土屋招子（第2期生）
- 永井沙紀
- 長妻樹里（第11期生）
- 中西みなみ（第5期生）
- 中根久美子
- 中村麻未（第1期生）
- 西口有香（第4期生）
- 長谷川育美
- 羽月理恵
- 平井花海
- ファイルーズあい
- 堀裕美子
- 真中桂子
- 松本桜（第1期生）
- 美坂朱音
- 水瀬沙季
- 三宅麻理恵（第4期生）
- 宮本奈緒（第7期生）
- 矢野明日香（第1期生）
- 結本ミチル （第1期生）
- 吉宮瑠織（第20期生）

### 男性
- 有賀朔彦（第3期生）
- 石川界人（第14期生）
- 石谷春貴
- 大本命（第3期生）
- 岡崎雄飛（第1期生）
- 岡本信彦（第3期生）
- 金子大悟（第3期生）
- 川田祐
- 桐明衝
- 熊田裕成（第6期生）
- 小泉豊（第4期生）
- 小林康介
- 近藤隆幸（第3期生）
- 佐藤巧
- 杉崎亮（第1期生）
- 須嵜成幸（第3期生）
- 高間慎一朗（第5期生）
- 津田拓也 （第20期生）
- 中田裕矢
- 西野真人（第2期生）
- 原一夫（第2期生）
- 波多野和俊（第3期生）
- 坂泰斗
- 樋口宏澄（第1期生）
- 深津智義（第4期生）
- 福井信介（第1期生）
- 福本弘樹（第4期生）
- 堀江瞬（第20期生）
- 三浦雅紀（第5期生）
- 峰健一（第1期生）
- 山本剛史
- 吉崎亮太（第6期生）
- 渡辺紘